# Justo Tejada
Pour les articles homonymes, voir Tejada (homonymie).
Justo Tejada Martínez (né le 6 janvier 1933 à Barcelone en Espagne et mort le 31 janvier 2021) est un ancien joueur international de football espagnol.

## Buts internationaux
| N° | Date            | Lieu                      | Adversaire      | But | Résultat | Compétition  |
| -- | --------------- | ------------------------- | --------------- | --- | -------- | ------------ |
| 1  | 15 octobre 1958 | Santiago Bernabéu, Madrid | Irlande du Nord | 1–0 | 6–2      | Match amical |
| 2  | 15 octobre 1958 | Santiago Bernabéu, Madrid | Irlande du Nord | 3–0 | 6–2      | Match amical |
| 3  | 15 octobre 1958 | Santiago Bernabéu, Madrid | Irlande du Nord | 5–2 | 6–2      | Match amical |
| 4  | 15 octobre 1958 | Santiago Bernabéu, Madrid | Irlande du Nord | 6–2 | 6–2      | Match amical |

## Palmarès
FC Barcelone
- Coupe des villes de foires : 1955–58, 1958–60
- Championnat d'Espagne : 1958–59, 1959–60
- Coupe d'Espagne : 1956–57, 1958–59

Real Madrid
- Championnat d'Espagne : 1961–62, 1962–63
- Coupe d'Espagne : 1961–62